# Bårebuket
En bårebuket, båreopsats eller båredekoration er betegnelse for et ceremonielt relateret blomsterarrangementer i tilknytning til begravelse eller bisættelse. 
Såvel buketter som opsatser og andre blomsterarrangementer arrangeret efter bestemte regler og traditioner, der tager hensyn til såvel fremtræden, synlighed, begivenhedens karakter, evt. personlige særpræg eller ønsker. 
Derudover forsynes blomsterarrangementer i tilknytning til begravelse eller bisættelse ofte med et bånd med en påtrykt (eller broderet) sidste hilsen fra dem, der var nært tilknyttet den døde. 